# Afrika (provincie)
Africa je latinské jméno severní části afrického kontinentu, která byla ve starověku římskou provincií. Její vznik se datuje do roku 146 př. n. l., kdy zničením Kartága skončila třetí punská válka. Provincie zahrnovala teritorium dnešního Tuniska a části Libye a Alžírska. Západněji ležící starověká území (Numidie, Mauretánie), později začleněná do římské říše, byla spravována odděleně.

## Obyvatelstvo
Afrika byla pokládána za jednu z nejbohatších provincií římské říše a často byla označována jako „obilnice říše“. Její hlavní město Kartágo představovalo po Římu druhé největší město západní poloviny impéria a celá provincie byla značně urbanizovaná. Vedle Kartága náležela mezi další významná centra Afriky Hadrumetum (dnešní Súsa, Tunisko), Utica a Leptis Magna. Nejintenzivnější kulturní a hospodářský rozkvět probíhal ve 2. a 3. století, přičemž částečně přetrval až do období pozdní antiky.
Etnická struktura provincie byla velice pestrá. Kromě Punů, sídlících především v někdejších fénických koloniích na pobřeží, se zde trvale usadilo veliké množství římských legionářů, úředníků a obchodníků a také tu žili (hlavně ve vnitrozemí) příslušníci domorodých kmenů – Berbeři. Do jaké míry a po jak dlouhou dobu se vedle oficiální latiny udržela v Africe punština, není jasné. Faktem však zůstává, že římský císař Septimius Severus, jenž panoval na počátku 3. století a pocházel ze severoafrického města Leptis Magna, ovládal lépe punštinu než latinu. Afrika byla již poměrně brzy zasažena rychle se šířícím křesťanstvím (první důkaz existence afrických křesťanů pochází z konce 2. století), přičemž dala světu řadu výjimečných křesťanských, latinsky píšících myslitelů a filozofů, jako byli třeba Tertullianus, Cyprianus a Augustinus. Svůj katolický charakter si provincie uchovala navzdory silnému vlivu donatistické hereze a vpádu ariánských Vandalů v 5. století.

## Historie

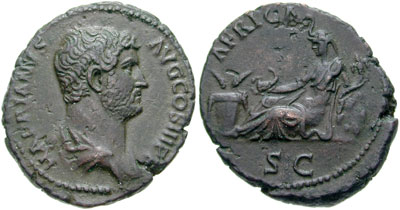
Mince oslavující provincii Afriku, vyražená za vlády císaře Hadriana

Provincie Africa Vetus („Stará Afrika“) nebo také Africa Proconsularis (jak byla přejmenována Augustem v roce 25 př. n. l.) se rozkládala v nejúrodnější části někdejšího kartaginského území. Jejím správním centrem se stala Utica, nejvýznamnější město provincie po vypálení Kartága. Zbývající teritorium bylo přenecháno prořímskému numidskému království. V roce 118 př. n. l. získal numidský princ Jugurtha do svých rukou vládu nad celou Numidií, avšak o několik let později podlehl římskému vojsku pod velením Gaia Maria. Po smrti Jugurthy ovládl velkou část jeho někdejšího území Římu nakloněný panovník, mauretánský král Bokchus I. Romanizace Afriky od tohoto okamžiku probíhala zcela nerušeně. Do pozornosti Římanů se Afrika dostala na krátkou dobu opět během občanské války mezi Caesarem a Pompeiem (svůj život zde tehdy ukončil Cato mladší). Utica přestala být postupem doby dostačující jako sídlo správy provincie, což Římany přimělo uvažovat o obnovení Kartága. Snahu Gaia Graccha a Caesara o jeho vzkříšení realizoval teprve Augustus v roce 29 př. n. l. a již záhy nabylo znovu založené město zpět svůj někdejší hospodářský význam a velikost.
Diocletianovou správní reformou byla Afrika rozdělena do tří nových provincií: Africa Zeugitana (která si uchovala název Africa Proconsularis), Byzacena a Tripolitania. Oblast zůstala součástí římské říše až do počátku 5. století. V roce 429 se v Mauretánii vylodili Vandalové prchající z Hispánie a během dalších deseti let padlo do jejich rukou veškeré římské území v severní Africe. Tito Germáni založili v Africe vlastní říši, odkud jejich námořní flotila terorizovala po celé další století pobřeží západního Středomoří. Vandalové tvořili jen úzkou vrstvu válečníků, přičemž zastávali politiku striktní separace a potlačování místního afrořímského obyvatelstva.
V roce 533 využil východořímský císař Justinián I. vnitřních dynastických sporů mezi Vandaly a vyslal do Afriky vojsko pod velením generála Belisara. Ten Vandaly během krátkého tažení porazil (533/534) a triumfálně vstoupil do Kartága, čímž byla římská vláda obnovena. Díky tomu zažila římská Afrika na přelomu 6. a 7. století poslední období hospodářského a kulturního rozmachu. Kvůli značné vzdálenosti provincie od Konstantinopole, která komplikovala její efektivní řízení, vytvořil byzantský císař Maurikios novou správní jednotku – exarchát Afrika. V jeho čele stál místodržitel (exarcha) vybavený mimořádnými kompetencemi. Od roku 640 musel exarchát čelit útokům muslimských Arabů z Egypta. Invazní jednotky se podařilo několikrát odrazit, nicméně v roce 698 Arabové Kartágo dobyli, čímž existence římské Afriky vzala definitivně za své. Brzy poté zanikla také zdejší římsko-křesťanská kultura. Oproti ostatním křesťanům, kteří ve své víře vytrvali navzdory staletím trvající islámské nadvládě (Koptové, Syřané, Arméni, Řekové), severoafričtí křesťané zmizeli beze stopy.